# Tiercé
Tiercé é uma comuna francesa na região administrativa da Pays de la Loire, no departamento de Maine-et-Loire. Estende-se por uma área de 33,7 km². Em 2010 a comuna tinha 4 480 habitantes (densidade: 132,9 hab./km²).